# Geschichte des Fußballs
Die Geschichte der modernen Fußballsportarten wie Fußball und Rugby begann im Wesentlichen im England der frühen Industrialisierung. Frühere Treibballspiele gibt es dagegen schon länger.

## Anfänge des Fußballspiels

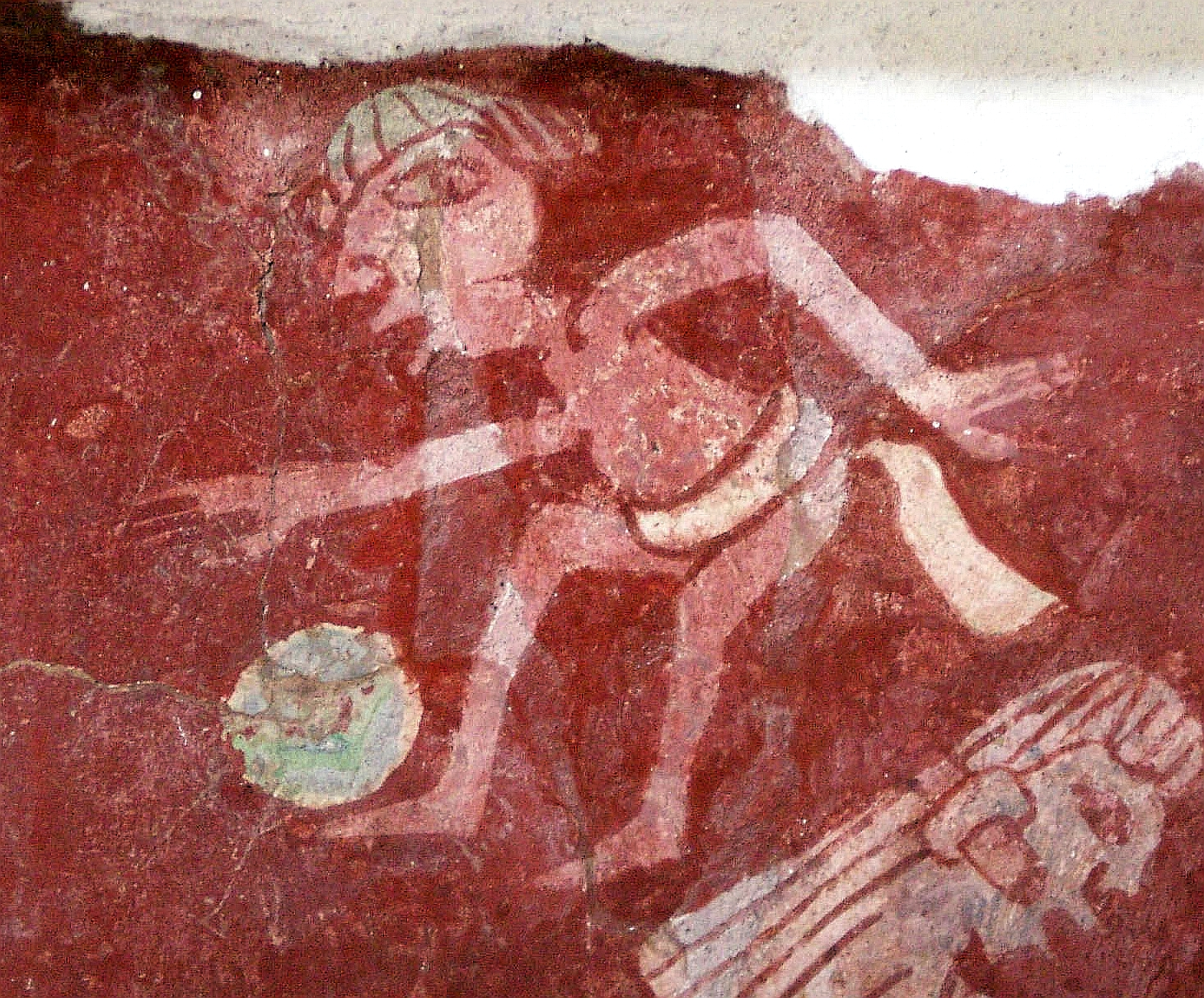
Fußballspieler aus einem Wandbild in Tepantitla bei Teotihuacán (ca. 6. Jh.)

Es gibt unterschiedliche und viele Überlieferungen über die Anfänge des Fußballspieles. Schon etwa im 3. Jahrhundert v. Chr. wurde in China ein fußballähnliches Spiel mit dem Namen Cuju (Ts’uh-küh) ausgetragen. Von den damaligen Regeln dieses Spieles ist nichts bekannt; es gilt jedoch als sicher, dass dieses Spiel als militärisches Ausbildungsprogramm durchgeführt wurde. Im Laufe der Zhou-Dynastie breitete sich das Sportspiel auch im Volke aus und man versuchte mit strengeren Regeln Gewalt und Ruppigkeiten zu verhindern. Der Ball war aus Lederstücken zusammengenäht und mit Federn und Tierhaaren ausgestopft. Das Fußballspiel wurde in der Qin- bis zur Sui-Dynastie immer beliebter. Neueste Forschungen ergaben, dass bis ca. 600 n. Chr. Zu Qin sogar Nationalsport gewesen ist und es damals schon eine Profiliga gegeben haben könnte. In diesen Jahren wurde ein luftgefüllter Ball erfunden und Fußballregeln (Tore, Torhüter und Spielführer) festgehalten. Etwa 100 Jahre später geriet das Ballspiel wieder völlig in Vergessenheit.
Auch in den präkolumbischen Kulturen Mesoamerikas wurde das Ballspiel als kultisch-religiöse, aber auch als Freizeitbeschäftigung betrieben. Der vollrunde Ball bestand aus Kautschuk, war meist einige Kilogramm schwer und sprang demzufolge nach dem Aufprall weiter. Auch hier ist über die Regeln nur wenig bekannt; beim rituellen Ballspiel scheint das Berühren des Balles mit den Füßen nicht erlaubt gewesen zu sein – beim reinen Freizeitvergnügen war dies wohl anders. Das mesoamerikanische Ballspiel hat jedenfalls großen Einfluss auf die weitere Entwicklung europäischer Ballspiele ausgeübt.
In der türkischen Geschichte hatte der Fußball, lange bevor die Türken nach Anatolien kamen, auch eine lange Tradition. Der türkische Gelehrte Mahmud al-Kāschgharī beschreibt in seinem Buch dīwān lughāt at-turk, dass im 11. Jahrhundert unter den im mittelasiatischen Raum lebenden Turkvölkern ein Spiel namens Tepük (Alttürkisch für: Tritt, Fußtritt) große Beliebtheit genoss.

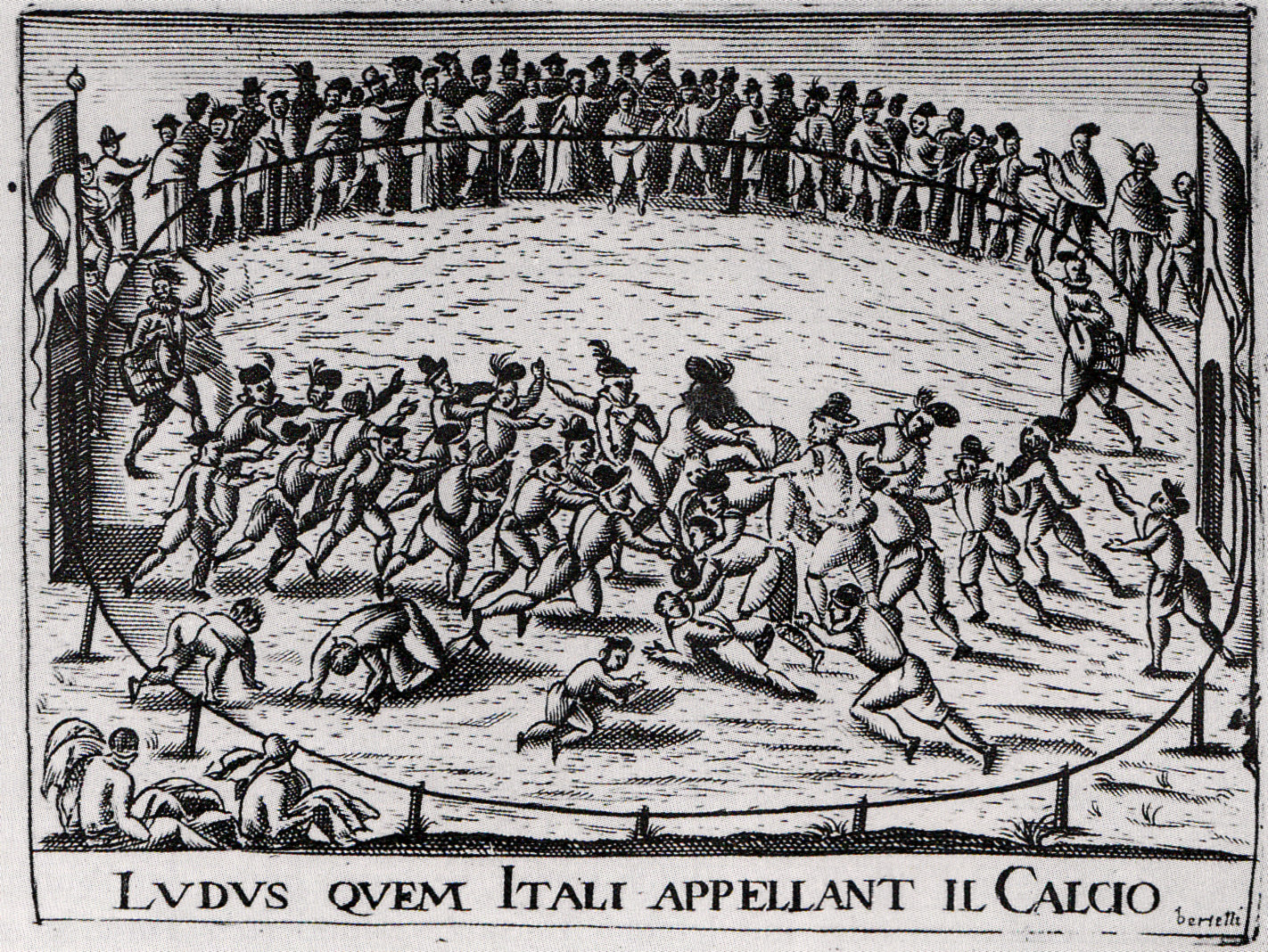
Das Spiel, das die Italiener „il Calcio“ nennen. Kupferstich von 1610.

Obwohl England als das Mutterland des Fußballs gilt, gab es auch schon in Frankreich und Italien mit dem Treibballspiel verwandte Kampfspiele. Seit dem 15. Jahrhundert wurde in Florenz der calcio storico praktiziert, eine Art Fußballspiel, bei dem es recht rüde zugehen konnte.
Auf den britischen Inseln wurde seit dieser Zeit Fußball gespielt, indem zwei Dörfer versuchten, einen Ball in das gegnerische Stadttor zu befördern. Das „Spielfeld“ lag immer zwischen zwei Dörfern, selbst wenn diese mehrere Kilometer auseinander lagen. Dabei war alles erlaubt, schlimme Verletzungen kamen häufig vor, weshalb diese äußerst brutalen Spiele von Kirche und Krone mehrere Male verboten wurden. So ging ihre Bedeutung nach der Industriellen Revolution Anfang des 19. Jahrhunderts immer mehr zurück.

## Entstehung des modernen Fußballspiels
Stattdessen wurden sie nun an englischen Privatschulen und Universitäten (beispielsweise Rugby School, Cheltenham College (gegründet 1841), Eton College, Harrow School, Westminster School, Charterhouse School, Shrewsbury School) zur „Leibesertüchtigung“ immer populärer. Allerdings waren die Regeln alles andere als einheitlich, was lange verhinderte, dass Fußballmannschaften verschiedener Universitäten gegeneinander antreten konnten. Die ältesten Fußballregeln sind die Regeln der Rugby-Schule von 1845. 1848 verfassten Studenten der Universität Cambridge die ersten Fußballregeln. Danach bestand eine Mannschaft aus 15 bis 20 Spielern. Bei diesen Regeln durfte der Ball zwar unter bestimmten Umständen in die Hand genommen, aber nicht getragen werden. 1843 wurde mit dem Guy’s Hospital Football Club der älteste noch bestehende Fußballverein gegründet. Damals wie heute wurde die Variante Rugby football gespielt. 1857 wurde der weltweit erste Klub für Association football, der FC Sheffield, gegründet. Am 26. Dezember 1860 trat der FC Sheffield zum ersten Fußballspiel gegen einen anderen Verein, den im September gegründeten FC Hallam, an.
England gilt vor allem deshalb heute als Mutterland des Fußballs, weil 1863 in London die Football Association (FA) gegründet wurde und das umfangreiche Regelwerk die Entwicklung des gesamten Fußballs förderte. 1866 wurde die Abseitsregel modifiziert: Ein Spieler befand sich nur noch dann im Abseits, wenn er bei der Ballannahme weniger als drei Gegner vor sich hatte. Im Jahr der Gründung von Sheffield Wednesday 1867 wurden die Sheffield-Regeln von der Sheffield Football Association übernommen und Eckball sowie Freistoß eingeführt. 1870 begrenzte die FA die Zahl der Spieler auf elf. Ein Jahr später verbot der englische Fußballverband allen Feldspielern das Handspiel (davor war der sog. Fair Catch erlaubt). Nur der Torwart durfte noch den Ball in der eigenen Hälfte mit der Hand spielen, hatte ihn aber nach zwei Schritten wieder freizugeben. Diese Mehrheitsentscheidung führte dazu, dass die Rugby-Anhänger aus der FA austraten und sich fortan Rugby football und Association football getrennt entwickelten. Erst ab diesem Zeitpunkt kann man von zwei verschiedenen Sportarten sprechen, die allerdings beide weiter (zu diesem Zeitpunkt auch noch in Deutschland) als „Fußball“ bezeichnet wurden. Noch heute steht im englischen Sprachraum der Begriff football für sechs verschiedene Sportarten, wobei Association football die meisten Anhänger hat.

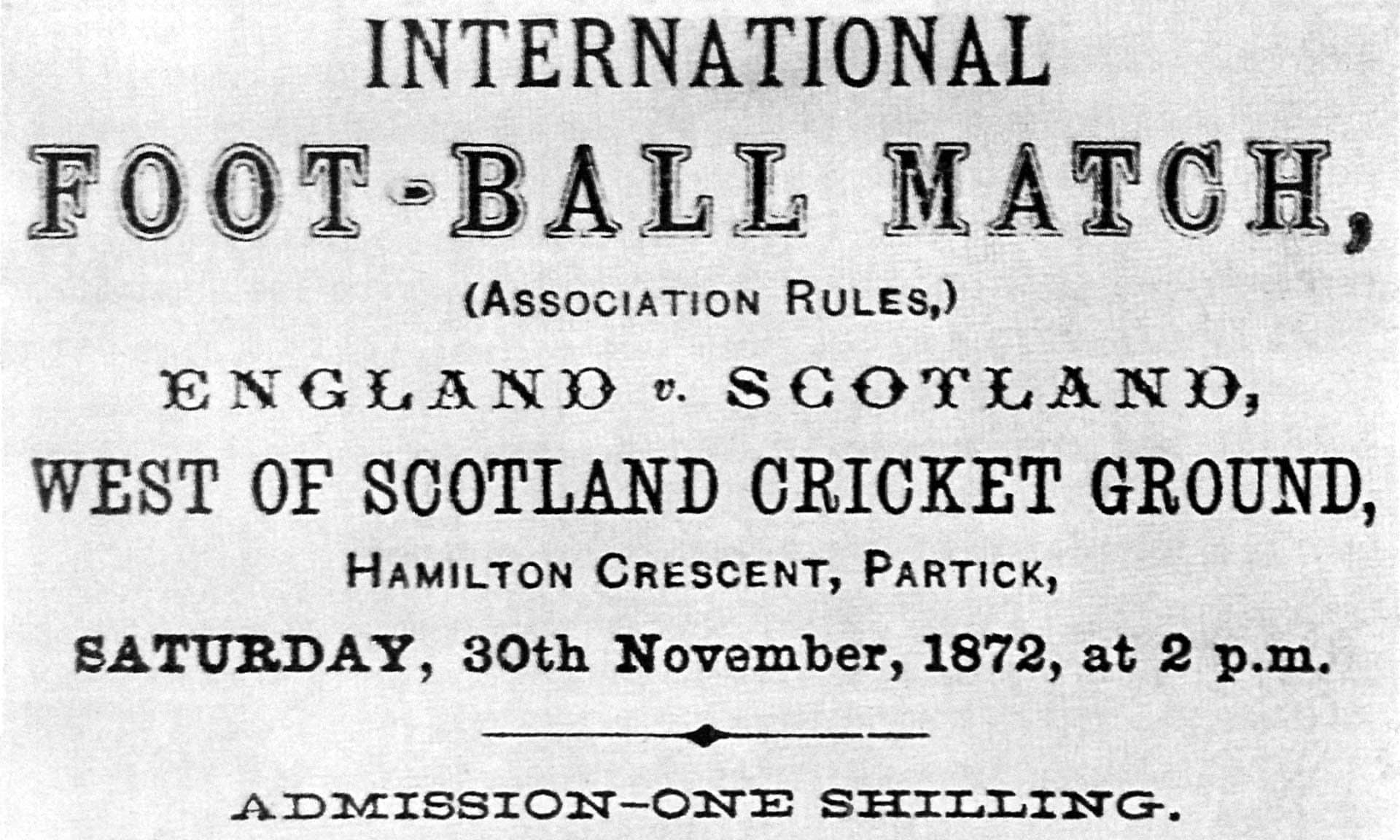
Das erste Länderspiel am 30. November 1872

1872 legte der englische Verband eine einheitliche Ballgröße fest. Am 30. November 1872 standen sich auf dem Hamilton Crescent bei Glasgow eine schottische und eine von Cuthbert Ottaway angeführte englische Auswahl gegenüber – das erste offizielle Länderspiel im Fußball endete torlos 0:0. Im selben Jahr wurde mit dem FA Cup der erste nationale Fußballwettbewerb eingeführt.
Zwei Jahre später kam der Fußballschiedsrichter hinzu, der das Spiel als Unparteiischer leitete. In den folgenden Jahren wurden die Regeln konkretisiert und erweitert: Die Querlattenunterkante in 2,44 m (8 feet) Höhe wurde als obere Begrenzung des Tores festgelegt und eine Halbzeitpause mit Seitenwechsel eingeführt (1875). Der Schiedsrichter durfte einen Platzverweis erteilen (1877) und der Freistoß wurde als Strafe für ein Vergehen definiert (1880). Damit der Schiedsrichter sich besser gegen die Spieler durchsetzen konnte, verwendeten Unparteiische, erstmals 1878 in der Heimat zwei der ältesten Fußballvereine der Welt, Notts County (1862) und Nottingham Forest (1865) in Nottingham, eine Trillerpfeife. Ab 1882 war der Einwurf mit beiden Händen erlaubt. Im Jahr darauf erhielt der Schiedsrichter alleinige Entscheidungsbefugnis und zur Unterstützung zwei Linienrichter (Schiedsrichter-Assistenten). Das Tornetz (1890), der Strafstoß (1891), die Abstufung des Strafkataloges für ein vorsätzliches und absichtliches Foulspiel (1897) sowie die Verlängerung (1897) wurden noch vor der Jahrhundertwende ins Regelwerk übernommen.
1878 fand das erste Spiel bei elektrischer Beleuchtung (durch sog. Flutlichter) in Sheffield an der Bramall Lane statt. In diesem Jahr wurden viele Traditionsclubs gegründet wie Manchester United, Grimsby Town, FC Everton. 1888 wurde die erste Fußballliga in England gegründet, erster Meister war Preston North End. 1899 wurde in England der bezahlte Vereinswechsel erlaubt, vorerst zu einem Höchstbetrag von 10 Pfund.

## Einführung des Fußballs in Kontinentaleuropa

### Schweiz als Vorreiter

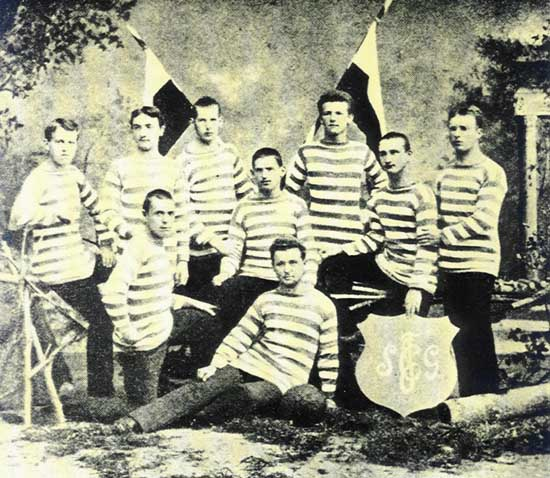
FC St. Gallen im Jahr 1881

Im Kontinentaleuropa konnte sich der Fußball vor allem in der Schweiz durchsetzen. In der Genferseeregion wurde von Engländern, die an dortigen Privatschulen studierten, in den 1860er-Jahren der Fußball eingeführt. Bereits um 1870 herum entstanden dort die ersten Fußballklubs. Der älteste noch bestehende Schweizer Klub, der 1879 ebenfalls von englischen Studenten gegründete FC St. Gallen, spielte anschließend eine zentrale Rolle bei administrativen Fragen rund um den Fußball.
Von der Schweiz aus wurde der Fußball in die umliegenden Länder exportiert: Der von Schweizern gegründete Stade Helvétique Marseille wurde 1909 französischer Meister; die Mannschaft bestand aus zehn Schweizern und einem Engländer. Der FC Barcelona wiederum wurde von Joan Gamper gegründet. Da der nationalistisch orientierte Milan Cricket and Football Club keine Ausländer akzeptierte, wurde von Schweizern und Italienern der Verein Inter Mailand gegründet.
1895 formierten elf Schweizer Klubs den Schweizerischen Fussballverband. Dieser trug die erste Schweizer Meisterschaft in der Saison 1897/98 unter dem Sponsor «La Suisse Sportive», einer welschen Sportzeitung, aus. Erster Schweizer Meister wurde der Grasshopper Club Zürich.
In Kontinentaleuropa spielten auch Dänemark und Belgien eine Vorreiterrolle.

### Der Fußball kommt nach Deutschland

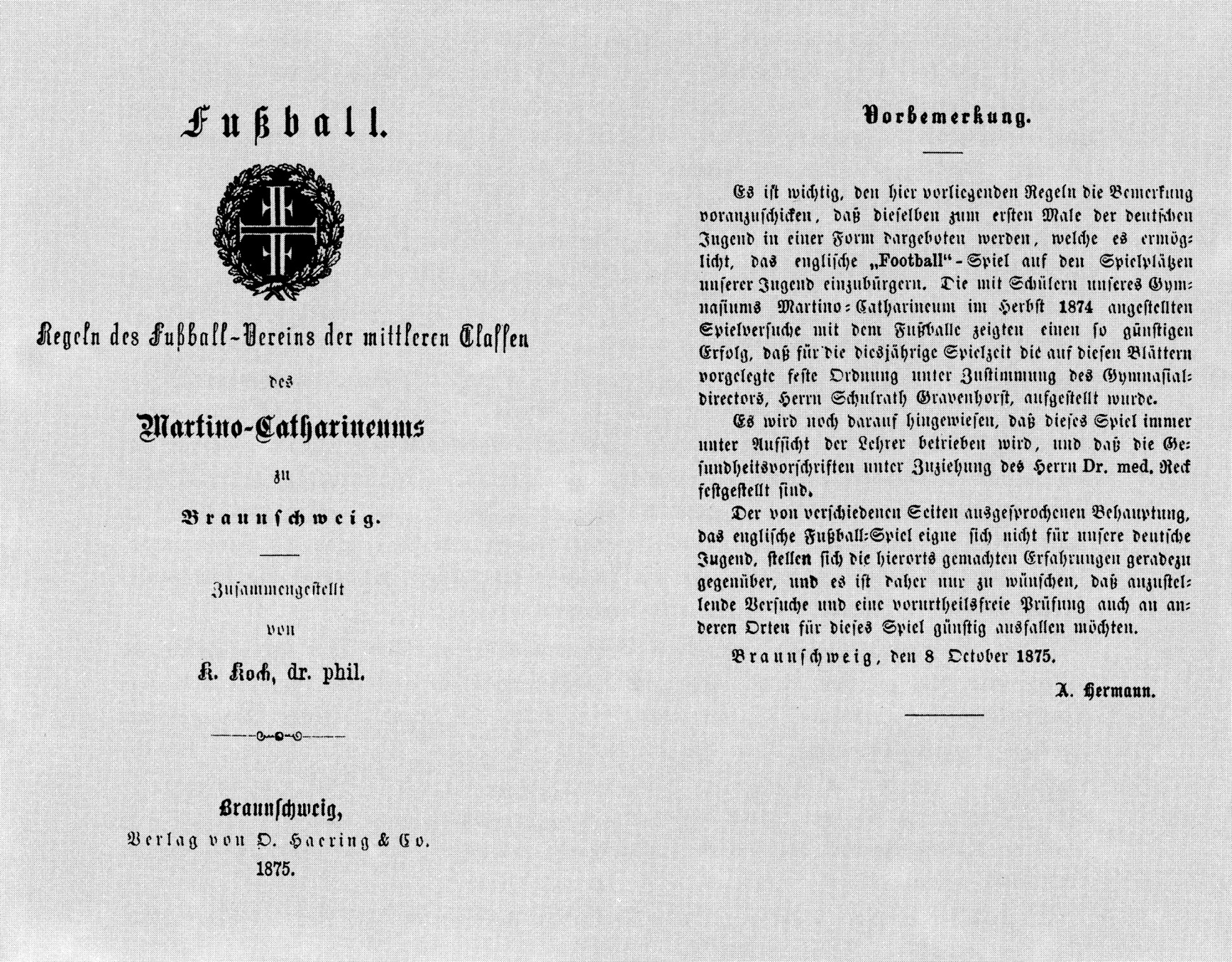
Konrad Koch veröffentlicht 1875 den ersten deutschen Fußball-Regelsatz.

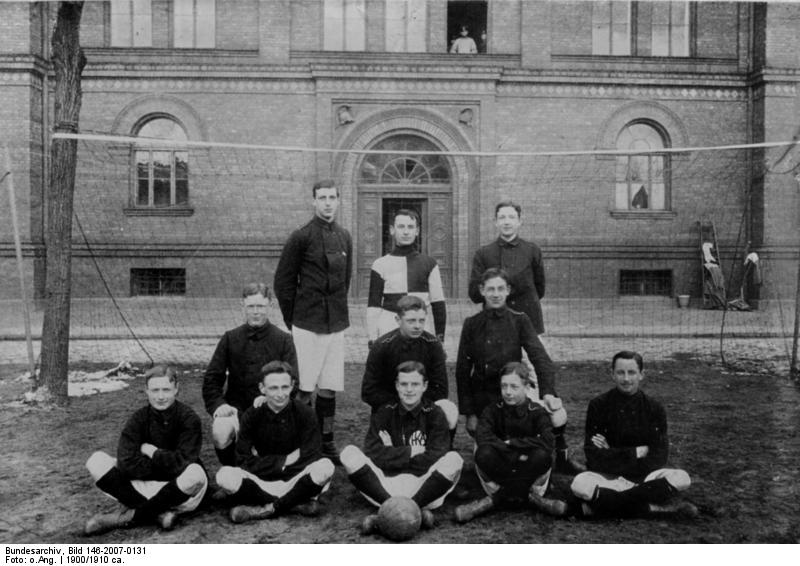
Ein Fußballteam in der Preußischen Hauptkadettenanstalt, 1900

Das erste verbriefte Fußballspiel auf deutschem Boden fand 1865 in Stuttgart statt. Gespielt wurde nach den Regeln der Rugby School.
1874 wurde nach vorherrschender Meinung Association Football erstmals in Deutschland von Konrad Koch eingeführt, einem Lehrer des Gymnasiums Martino-Katharineum in Braunschweig. Konrad Koch schrieb dazu selbst im Jahre 1899: „Die Geschichte des Fußballspiels in Deutschland hat ihren Anfang in Braunschweig genommen. Wie weit liegen doch jene Zeiten zurück, als in Frankfurt und in Hamburg in allen Spielwarenhandlungen kein Fußball aufzutreiben war und der Turninspektor Aug. Hermann den ersten Ball aus England kommen ließ für den Herbst des Jahres 1874! Das Braunschweiger Gymnasium Martino-Katharineum war die erste Anstalt, die Fußball als Schulspiel einführte, und meine Klasse war es, die in ihren Wettspielen gegen Mannschaften der ganzen anderen Schule zusammen mit den sonstigen Fußballspielern in Braunschweig die ersten Mal gewann.“  1875 veröffentlichte Koch mit den Regeln des Fußball-Vereins der mittleren Klassen des Martino-Catharineums den ersten deutschen, dem heutigen Fußball sehr ähnlichen Regelsatz. Die heute gebräuchlichen Ausdrücke Abseits, Halbzeit und Eckball sind ebenfalls auf Konrad Koch zurückzuführen. In einer Publikation, in dem einzelne Aufsätze von Konrad Koch zusammengestellt sind und kommentiert werden, wird aber betont, dass Konrad Koch ein Verfechter des Rugbyspiels war und sein erstes Regelwerk sich nur dieser Variante des Fußballspiels widmete.
Die Glaubwürdigkeit anderer Quellen, wonach bereits in den 1850er Jahren in Dissen am Teutoburger Wald und in Heidelberg englische Internatsschüler zusammen mit Einheimischen Fußball nach den Regeln Rugby School spielten, bleibt sehr umstritten. Der erste Beleg für ein Fußballspiel nach Regeln der Football Association (FA) stammt aus Lüneburg und datiert in das Jahr 1875. Am dortigen Johanneum führten der Lehrer Wilhelm Görges und der vom Marlborough College stammende junge Engländer Richard E. N. Twopeny das Fußballspiel ein.
Entwicklung nach der Trennung von Fußball und Rugby
Der Fußball musste in Deutschland viel länger als im Mutterland England um gesellschaftliche Anerkennung ringen, denn bis ins 20. Jahrhundert war deutsche Leibesertüchtigung und -erziehung gleichbedeutend mit dem in Schule und Militär fest verankerten Turnen. Dieses hatte ab 1811 der Vater der deutschen Turnbewegung, Friedrich Ludwig Jahn als Reaktion auf die französische Fremdherrschaft geschaffen, um die deutsche Jugend auf einen angestrebten Befreiungskrieg körperlich vorzubereiten. Der aus England importierte Fußball war im Kaiserreich eine neuartige Form der Körperkultur. Die Sportler und Sportfunktionäre verfolgten mit der Ausübung ihrer Sportarten indes weniger übergeordnete politische Ziele, sondern eine Freizeitgestaltung im bürgerlichen Umfeld.
Der „englische Sport“ (bis in das frühe 20. Jahrhundert hinein oft noch abwertend als „Fußlümmelei“ oder „englische Krankheit“ bezeichnet) wurde in den Anfangsjahren vor allem von britischen Unternehmern, Studenten, Technikern, Geschäftsleuten und Botschaftsangehörigen ausgeübt; so gab es in Darmstadt z. B. seit 1878 einen – englischen – Fußballklub. Deutsche Oberschüler spielten in diesem inoffiziell mit. Als sie aber dem Klub beitreten wollten, wurde ihnen dieses vom Rektor des Gymnasiums streng verboten, denn „es wäre ein blutiges Spiel“. Auch gab es Einheimische, die das Fußballspiel in England – beispielsweise durch ihr Auslandsstudium – kennengelernt hatten, die nach ihrer Rückkehr dieser Sportart weiter nachgingen.
Der Fußballsport wurde vorwiegend von den Besserverdienenden ausgeübt. Arbeiter hatten kaum die finanziellen Mittel für die hohen Anschaffungskosten der Ausrüstung; sie organisierten sich weiter in den Turnvereinen. Dagegen waren Angestellte offener für Neues, zudem waren 30 bis 40 Prozent von ihnen bereit, einen großen Teil ihres Einkommens für Freizeitbeschäftigungen auszugeben. Imitation von studentischen Verbindungskulturen wie die latinisierten Vereinsnamen „Borussia“, „Alemannia“, Übernahme von Couleurgebräuchen und Umdichtung von Liedgut, so O wonnevolles Fußballspiel und die Verwendung Attribute bürgerlicher Respektabilität, z. B. Orden, Medaillen und Titel wie „Meister“, den es im Berufsleben der Angestellten nicht gab, waren für das frühe Fußballspiel in Deutschland prägend. Im westlichen Rheinland brachten ansässige englische Kaufleute und Industrielle neben dem traditionellen Reitsport den Fußballsport ins Land. In Aachen gründeten Schüler und Studenten im Jahr 1900 den „Fußballclub Alemannia“.

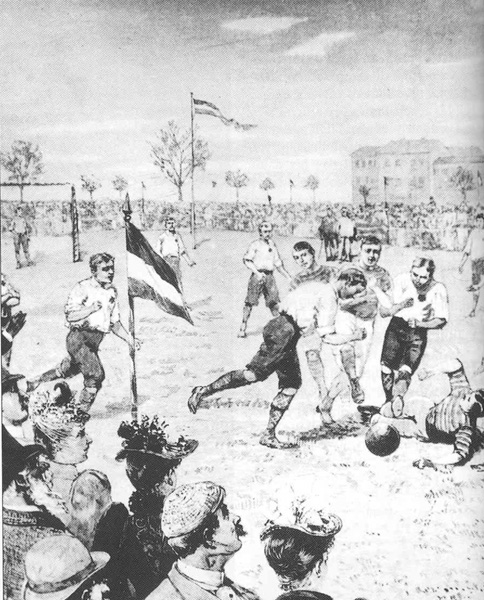
Fußballspiel Dresden gegen Berlin im Jahre 1892

Durch die vielfältigen internationalen Kontakte der Herrnhuter Brüdergemeine fand 1887 das erste internationale Fußballspiel auf deutschem Boden in Neuwied statt.
1893 wurde der Arbeiter-Turnerbund (ATB) gegründet. Im selben Jahr wurde in den „Jenaer Regeln“ festgelegt, dass in Deutschland die Spielfelder frei von Bäumen und Sträuchern sein müssen. Der Fußball bekam durch die Gründung des Deutschen Fußball-Bundes (DFB) 1900 einen übergeordneten Verband. Im selben Jahr wurde der Fußball olympisch.
Erst ab 1908 ließ die Kaiserliche Marine auch Schiffsjungen zu den Geschwadermeisterschaften zu. 1910 entdeckte auch das Heer den Fußball als zeitgemäße pädagogische Maßnahme zur körperlichen Ertüchtigung und Förderung von Kameradschaft. Ideologisch konnte der sportliche Wettbewerb auch im Sinne des Militarismus genutzt werden, in dem „Schlachten um die Vorherrschaft“ geführt wurden: Angriff, Abwehr, Flanke, Deckung und Parade sind Worte, die direkt aus der Militärsprache stammen. Der ideale Fußballer entsprach dem Bild des modernen Soldaten, er war pflichtbewusst, treu und selbstständig.
Heinrich von Preußen (1862–1929) stiftete 1909 mit dem Deutschland-Schild den ersten Wanderpreis für die Fußballmeisterschaft der deutschen Kaiserlichen Marine.

### Der Fußball kommt nach Österreich
In Österreich ist 1894 mit Gründung der ersten Fußballklubs das Fußballspiel belegt. Im März dieses Jahres fand in Graz das erste dokumentierte „professionelle“ Fußballspiel Österreichs statt, angeregt von Georg August Wagner. In Wien reichten im August 1894 sowohl der Vienna Cricket and Football-Club als auch der First Vienna FC ihre Gründungsunterlagen bei der Vereinsbehörde ein.

## Weiterentwicklung und Fußball als globale Sportart
Am 21. Mai 1904 wurde in Paris mit der Fédération Internationale de Football Association (FIFA) ein Weltverband gegründet, der Länderspiele organisieren und die internationalen Fußballregeln aufstellen sollte. Die FIFA definierte den Begriff „gefährliches Spiel“, führte den direkten Freistoß ein und hob die Bestimmung auf, wonach die Hosen der Spieler die Knie bedecken müssen. Weitere neue Regeln des Weltfußballverbandes verboten dem Torwart, beim Elfmeter die Torlinie zu verlassen, er durfte sich aber bewegen, um den Schützen zu irritieren. Ferner wurden Metalleinlagen in den Fußballschuhen untersagt, der Ball musste aus Leder bestehen und die Schiedsrichter wurden angehalten, ein Spielprotokoll anzufertigen. 1907 wurde das Abseits in der eigenen Spielhälfte aufgehoben. Zwei Jahre später wurden Bestimmungen zum Platzverweis festgelegt. 1913 führte die FIFA den sogenannten „gebührenden Abstand“' (10 Yards = ca. 9,15 m) zwischen Schütze und Gegenspielern beim Freistoß ein. 1920 wurde das Abseits beim Einwurf aufgehoben. Seit 1924 darf der Eckball direkt in ein Tor verwandelt werden.
Österreich war mit der Einführung einer Profi-Liga im Jahre 1924 der erste kontinentaleuropäische Staat mit einer Liga für Berufsfußballspieler. Drei Jahre später initiierte der Österreichische Fußball-Bund mit dem Mitropacup den ersten bedeutenden internationalen Wettbewerb für Vereinsmannschaften in Europa. Der Mitropacup gilt als Vorläufer des heutigen Fußball-Europapokals.
Im Jahre 1930 wurde von der FIFA auf Initiative von Jules Rimet und Enrique Buero die erste Fußball-Weltmeisterschaft in Uruguay (Weltmeister: Uruguay) ausgerichtet. 13 Mannschaften nahmen an der WM teil, die deutsche Mannschaft verzichtete jedoch aus Kostengründen auf die Reise nach Südamerika. Der europäische Fußballverband UEFA wurde 1954 in Basel in der Schweiz gegründet. Die UEFA richtete bereits 1955/56 den ersten Europapokal der Landesmeister aus. 1960 fand erstmals der Europapokal der Nationen statt, der acht Jahre später in Europameisterschaft umbenannt wurde.
Das Fußballspiel wurde in den kommenden Jahren immer populärer, die Massenmedien und die Entwicklung des Fernsehens steigerten das weltweite Interesse am Fußball. Bei der Qualifikation zur Fußball-Weltmeisterschaft 2002 waren 198 Nationalmannschaften gemeldet. Im Weltfußballverband FIFA sind mit 208 Mitgliedern mehr Länder vertreten als in den Vereinten Nationen (192).

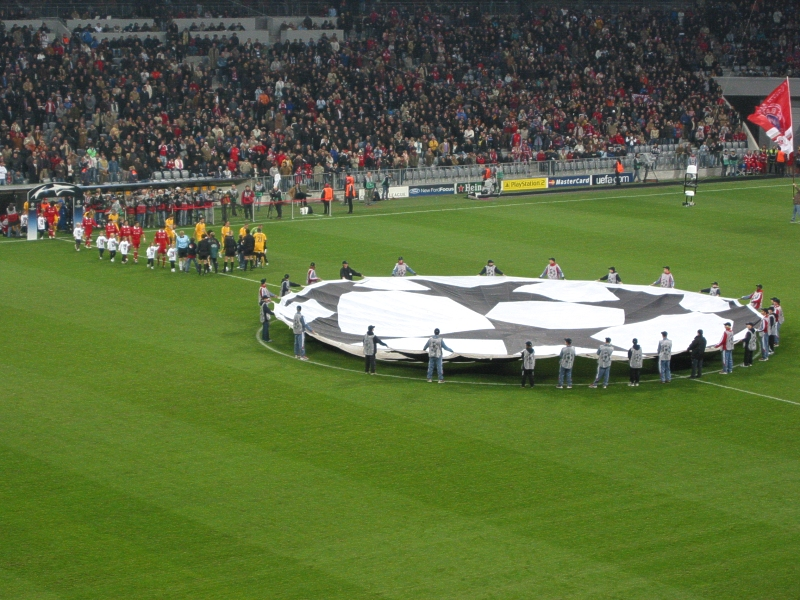
Vor einem Spiel der Champions League (2005)

1992 wurde der Europapokal der Landesmeister durch die UEFA Champions League ersetzt. Am 15. Dezember 1995 erschütterte die sogenannte „Bosman-Entscheidung“ die gängige Ablösepraxis im Fußball. Der Europäische Gerichtshof befand, dass Fußballspieler normale Arbeitnehmer seien. Seither kann für Fußballspieler nur noch Ablöse verlangt werden, wenn sie einen laufenden Vertrag haben.
2004 feierte der Weltfußballverband FIFA sein 100-jähriges Jubiläum. Im selben Jahr wurde der Weltpokal zum letzten Mal ausgetragen (Sieger FC Porto) und im folgenden Jahr durch die Klub-Weltmeisterschaft ersetzt.

## Chronologie der Fußballregeln
- 1845: Schüler der Rugby School verfassen die ersten schriftlichen Fußballregeln der Moderne. Diese Variante wird mit zahlreichen Modifikationen noch heute in der Fußballsportart Rugby gespielt.
- 1848: Studenten der Universität Cambridge verfassen die ersten schulübergreifenden Fußballregeln, die sogenannten „Cambridge Rules“. Danach bestand eine Mannschaft aus 15 bis 20 Spielern.
- 1862: J.C. Thring, Rektor der Uppingham School, veröffentlicht einen Spielregelentwurf („The simplest game“).
- 1863: Die Football Association (FA), der erste nationale Fußballverband der Welt, wird in London gegründet. Es wird ein umfassendes Regelwerk beschlossen, welches 14 Absätze umfasst. Es basiert auf den Cambridge Rules. Demnach wird fundamental verankert: das Spielen mit dem Fuß und das ausschließliche Treten nach dem Ball. Die erste Abseitsregel besagt, dass jeder Spieler vor dem Ball, also zwischen Ball und gegnerischem Tor, abseits ist.
- 1864: Vorschriften zur Spielkleidung – Hosen müssen die Knie bedecken und die Mützen mit Quasten versehen sein.
- 1865: Begrenzung der Tore mit einer Schnur in Höhe von 2,44 m
- 1866: Erste Modifizierung der Abseitsregel: Ein Spieler ist nur dann im Abseits, wenn er bei der Ballannahme weniger als drei Gegner vor sich hat. Im „Sheffield Code“ werden Eckball und Freistoß eingeführt.
- 1870: Die FA beschränkt die Zahl der Spieler auf elf.
- 1871: Trennung zwischen (Associations) Fußball und Rugby (Fußball): Die FA verbietet allen Feldspielern das Handspiel (davor war der sog. Fair Catch erlaubt), nur der Torwart darf den Ball in der eigenen Hälfte mit der Hand spielen, hat ihn aber nach zwei Schritten wieder freizugeben. Danach treten einige Vereine aus dem Verband aus und gründen die Rugby Football Union.
- 1872: Einführung des Eckstoßes. Festlegung einer einheitlichen Ballgröße. Erstes offizielles Länderspiel findet in Glasgow zwischen Schottland und England statt (Endstand 0:0).
- 1874: Fußballschiedsrichter leiten das Spiel.
- 1875: Querlattenunterkante in 2,44 m Höhe als obere Begrenzung des Tors. Einführung von Halbzeitpause und Seitenwechsel. Konrad Koch, Lehrer in Braunschweig, gibt die ersten deutschsprachigen Fußball-Regeln heraus.
- 1877: Der Schiedsrichter darf einen Platzverweis erteilen.
- 1878: Erste Verwendung der Schiedsrichterpfeife
- 1880: Der Freistoß wird als „Strafe“ definiert. Die FA schreibt Schienbeinschützer vor.
- 1882: Einwurf mit beiden Händen wird erlaubt.
- 1886: Das IFAB (International Football Association Board), die bis heute höchste internationale Instanz zur Änderung und Beschließung von Fußballregeln, wird in London gegründet; es besteht zunächst nur aus britischen Vertretern.
- 1889: Der Schiedsrichter erhält die alleinige Entscheidungsbefugnis und zur Unterstützung zwei Linienrichter.
- 1890: Einführung der Tornetze.
- 1891: Einführung des Strafstoßes.
- 1893: In den „Jenaer Regeln“ wird unter anderem festgelegt, dass in Deutschland die Spielfelder frei von Bäumen und Sträuchern sein müssen. Außerdem hat der Strafraum fortan die Form eines Rechteckes und ist kein Halbkreis mehr.
- 1897: Einführung der Begriffe „vorsätzlich“ und „absichtlich“ zur Abstufung des Strafkataloges für Foulspiel.
- 1899: Der bezahlte Vereinswechsel wird erlaubt. Der Höchstertrag ist vorerst 10 Pfund.
- 1902: Aus dem Strafraum-Halbkreis wird ein Rechteck. Der Strafstoßpunkt wird eingeführt.
- 1903: Dem Torwart wird das Handspiel nur noch im eigenen Strafraum gestattet.
- 1904: Die FIFA definiert den Begriff „gefährliches Spiel“, führt den indirekten Freistoß ein und hebt die Bestimmung auf, wonach die Hosen der Spieler die Knie bedecken müssen.
- 1906: Neue Regeln verbieten dem Torwart, beim Elfmeter die Torlinie zu verlassen. Er darf sich aber auf ihr bewegen. Ferner werden Metalleinlagen in den Fußballschuhen untersagt, der Ball muss aus Leder sein und die Schiedsrichter sind gehalten, ein Spielprotokoll anzufertigen.
- 1907: Das Abseits in der eigenen Spielhälfte wird aufgehoben.
- 1909: Bestimmungen zum Platzverweis werden festgelegt.
- 1913: Der „gebührende Abstand“ zwischen Schütze und Gegenspielern beim Freistoß wird auf 10 Yards = 9,15 Meter festgelegt. Die ersten vier nichtbritischen Vertreter der FIFA werden ins IFAB aufgenommen.
- 1920: Abseits beim Einwurf wird aufgehoben.
- 1924: Der Eckball darf direkt in ein Tor verwandelt werden.
- 1925: Änderung der Abseitsregel – im Augenblick seiner Ballabgabe müssen sich zwischen dem Spieler und dem Tor mindestens zwei Gegenspieler (bisher drei) aufhalten.
- 1929: Regeländerung beim Elfmeter – der Torwart darf sich bis zum Schuss auf der Torlinie nicht mehr bewegen. In den aktuellen Regeln des DFB (2005) befindet sich diese Einschränkung nicht mehr.
- 1937: Die Masse des Balls wird offiziell erhöht und beträgt nun 14 bis 16 Unzen (396 g bis 453 g).
- 1938: Das IFAB verfasst das Regelwerk neu, welches bis auf geringfügige Änderungen im Wesentlichen bis heute konstant geblieben ist.
- 1939: Offizielle Einführung der Rückennummern
- 1948: In der Dimayor, der Profiliga in Kolumbien, welche zwischenzeitlich nicht offizielles Mitglied des eigenen Landesverbandes und somit nicht FIFA-Mitglied ist, werden zwei Auswechslungen pro Spiel und Mannschaft erlaubt.
- 1960: Schiedsrichter kontrollieren vor internationalen Spielen das Schuhwerk der Spieler.
- 1963: Das Barfußspielen in Indien wird verboten.
- 1965: In der englischen Liga wird die Auswechslung eines verletzten Spielers während der gesamten Spielzeit gestattet.
- 1966: Die englische Liga führt ein neues Auswechsel-System ein. Unabhängig von Verletzungen dürfen zwei Spieler während des gesamten Spiels ausgewechselt werden. Diese Regel gilt bald weltweit.
- 1967: Die „Vier-Schritte-Regel“ für Torhüter wird eingeführt. Demnach darf sich ein Torhüter nur noch vier Schritte mit dem Ball in der Hand bewegen. Andernfalls erhält der Gegner einen indirekten Freistoß.
- 1968: Beim olympischen Fußballturnier in Mexiko werden gelbe und rote Karten erprobt.
- 1969: Offizielle Einführung der Auswechselregel, wonach jede Mannschaft während des gesamten Spiels zwei Spieler austauschen darf. Einführung der Auswärtstorregel in den UEFA-Wettbewerben. Zur Ermittlung des Tabellenstandes wird die Tordifferenz (Subtraktionsverfahren) eingeführt, sie löst das Torverhältnis (Divisionsverfahren) ab.
- 1970: Bei der IX. Fußball-WM in Mexiko werden offiziell die gelben und roten Karten eingeführt. Einführung des Elfmeterschießens nach Verlängerung (von der UEFA initiiert).
- 1970: Das Fußballspielverbot für Frauen durch den DFB wird aufgehoben. In der DDR gab es so ein Verbot nie.
- 1971: Mannschaften dürfen 5 Auswechselspieler vornominieren.
- 1974: Automatische Sperre nach 3 gelben Karten im Pokal oder in der Liga
- 1978: Die UEFA führt den 5-Jahres-Koeffizienten für ihre Vereinswettbewerbe ein.
- 1983: Rote Karte für die „Notbremse“
- 1984: Gelbe Karte für „überschwänglichen Jubel“
- 1988: Bei der Fußball-EM in der BR Deutschland kommen nur noch Schiedsrichterkollektive aus einem Land zum Einsatz.
- 1990: „Gleiche Höhe“ ist nicht mehr Abseits
- 1991: Einführung der gelb-roten Karte als abgestufter Platzverweis
- 1992: Der Rückpass zum Torhüter wird eingeschränkt, indem dieser den Ball nicht mehr mit der Hand aufnehmen darf.
- 1993: Verbot der „Grätsche von hinten“ (so genannte Blutgrätsche)
- 1995: Einwechslung von drei Ersatzspielern wird erlaubt. Festlegung der Halbzeitpausendauer von „5 Minuten in der Kabine“ auf „maximal 15 Minuten“ geändert.
- 1996: „Golden Goal“ wird erstmals bei der EM eingeführt.
- 1998: Ein Foul von hinten ist ab sofort vom Schiedsrichter mit Platzverweis zu ahnden.
- 1999: Die „Schwalbe“ wird verboten und zwingend mit einer gelben Karte bestraft.
- 2002: „Golden Goal“ wird nach der WM wieder abgeschafft.
- 2002: Die UEFA führt die „Silver-Goal“-Regelung ein.
- 2004: Die „Silver-Goal“-Regel wird wieder abgeschafft. Nach der Europameisterschaft 2004 wird wieder zur ursprünglichen Regelung von vor 1994 zurückgekehrt.
- 2022: Die anfangs als Notlösung wegen der  COVID-19-Pandemie eingeführte Sonderregel von fünf Auswechslungen wird dauerhaft angewendet.